# Cochemiea palmeri
Cochemiea palmeri ist eine Pflanzenart aus der Gattung Cochemiea in der Familie der Kakteengewächse (Cactaceae). Das Artepitheton palmeri ehrt den Botaniker und Archäologen Edward Palmer (1831–1911).

## Beschreibung
Cochemiea palmeri wächst Gruppen bildend. Die verlängert kugeligen Triebe sind graugrün. Sie werden 9 Zentimeter hoch und 5 Zentimeter im Durchmesser groß. Die stumpf konisch geformten Warzen sind an der Basis vierkantig und ohne Milchsaft.  Die Axillen sind mit weißer Wolle und kurzen verdrehten Borsten besetzt. Die 3 bis 5 Mitteldornen sind gerade und/oder gelegentlich gehakt. Sie sind bräunlich mit dunkler Spitze und 6 bis 8 Millimeter lang. Die 25 bis 30 Randdornen sind schlank und nadelig, weiß und 5 bis 6 Millimeter lang.
Die hell grünlichweißen oder auch hell cremefarbenen Blüten sind 1 Zentimeter groß. Sie haben zum Teil einen mehr oder weniger rosa Hauch. Die keuligen Früchte sind scharlachrot und bis zu 1,3 Zentimeter lang. Sie enthalten schwarze Samen.

## Verbreitung, Systematik und Gefährdung
Cochemiea palmeri ist im mexikanischen Bundesstaat Baja California auf den Inseln San Benito und Guadalupe verbreitet.
Die Erstbeschreibung als Cactus palmeri erfolgte 1894 durch John Merle Coulter. Peter B. Breslin und Lucas C. Majure stellten die Art 2021 in die Gattung Cochemiea. Weitere nomenklatorische Synonyme sind Neomammillaria palmeri (J.M.Coult.) Britton & Rose (1923), Chilita palmeri (J.M.Coult.) Orcutt (1926), Mammillaria palmeri (J.M.Coult.) Jacobi (1935), Mammillaria neopalmeri R.T.Craig (1945), Neomammillaria neopalmeri (R.T.Craig) Y.Itô (1981), Mammillaria dioica var. neopalmeri (R.T.Craig) Neutel. (1986) und Bartschella palmeri (J.M.Coult.) Doweld (2000).
In der Roten Liste gefährdeter Arten der IUCN wird die Art als „Least Concern (LC)“, d. h. als nicht gefährdet geführt.

## Botanische Geschichte
Friedrich Bödeker stellte Cactus palmeri 1933 in die Gattung Mammillaria. Diese Umkombination war jedoch nach Artikel 53.1 des Internationalen Codes der Botanischen Nomenklatur ungültig, da Georg Albano von Jacobi 1856 bereits eine Mammillaria-Art mit dem Namen Mammillaria palmeri beschrieben hatte. Robert T. Craig gab der Art 1945 daher den Ersatznamen Mammillaria neopalmeri.

## Nachweise